# Zanik jądra zębatego, jądra czerwiennego, gałki bladej i jądra niskowzgórzowego
Zanik jądra zębatego, jądra czerwiennego, gałki bladej i  jądra niskowzgórzowego (zanik zębatoczerwienny pallidoniskowzgórzowy, choroba Naito-Oyanagi, ang. dentatorubral-pallidoluysian atrophy, DRPLA, Naito-Oyanagi disease) – uwarunkowana genetycznie choroba neurologiczna, przypominająca obrazem klinicznym dziedziczne ataksje rdzeniowo-móżdżkowe.

## Epidemiologia
Choroba jest niezwykle rzadka u rasy białej, ale w populacji japońskiej DRPLA występuje z częstością 0,2–0,7:100 000 i jest tam przypuszczalnie najczęstszą dziedziczną postacią ataksji.

## Etiologia
DRPLA wywoływany jest przez mutacje dynamiczne polegające na wzroście liczby trójnukleotydowych powtórzeń CAG w locus 12p13.31 w genie DRPLA kodującym białko atrofinę-1.

## Objawy i przebieg
Na obraz choroby składają się ataksja, choreoatetoza, otępienie. W postaci ujawniającej się w dzieciństwie obserwuje się opóźnienie umysłowe, zaburzenia zachowania, mioklonie i padaczkę. Opisywano też zwyrodnienie nabłonka rogówki.
W badaniach obrazowych i w autopsji stwierdza się złożone zaniki w mózgowiu, obejmujące jądro czerwienne, gałkę bladą, jądro Luysa w niskowzgórzu i jądro zębate móżdżku. Początek choroby opisywano między 1. a 62. rokiem życia, średnio jest to 30. rok życia.

## Historia
Chorobę opisali Naito i Oyanagi w 1982 roku. Prawdopodobnie opis tej choroby przedstawił Smith i wsp. w 1958 roku.